# Ołeksandr Czernysz
Ołeksandr Czernysz (ur. 25 lipca 1970 r. w Winnicy, Ukraina) – ukraiński piłkarz ręczny. Występował na pozycji lewego rozgrywającego.
Dysponował dobrymi warunkami do gry - miał 202 cm wzrostu i ważył 115 kg. Z tego powodu nazywano go olbrzymem z Ukrainy.
W swojej karierze występował między innymi w SKA Mińsk oraz ZTR Zaporoże, z którego przeszedł w 1995 roku do Iskry Kielce. Z kieleckim klubem dwukrotnie sięgnął po mistrzostwo Polski. Po sezonie 1997/1998 roku przeniósł się do austriackiego HSG Remus Bärnbach-Köflach, z którym zdobył mistrzostwo Austrii i występował w Lidze Mistrzów
W plebiscycie na siódemkę marzeń kieleckiego klubu minimalnie przegrał z Karolem Bieleckim. Zdobył 812 głosów przy 829 głosach Bieleckiego.

## Osiągnięcia
- Złoty medal Mistrzostw Polski:  1996, 1998
- Brązowy medal Mistrzostw Polski:  1997
- Finalista Pucharu Polski:  1996, 1997
- Złoty medal Mistrzostw Austrii:  1999

## Ciekawostki
Zapłatą za zawodnika dla ZTR Zaporoże był używany autokar, który popsuł się podczas pierwszej podróży ukraińskiej drużyny na turniej do Kielc.